# Stenonia occidentalis
Stenonia occidentalis är en mångfotingart som beskrevs av Karsch 1881. Stenonia occidentalis ingår i släktet Stenonia och familjen Chelodesmidae. Inga underarter finns listade i Catalogue of Life.